# ウェッジウッド温度
ウェッジウッド温度（記号:°W）は、現在では用いられていない温度の単位である。水銀の沸点である356 ℃より高い温度を計測するために使われた。単位とそれを用いた計測の方法はイングランドの陶工であるジョサイア・ウェッジウッドによって、18世紀に開発された。この単位は赤熱温度より高温に加熱して焼結させたときの温度を基準にしている。この収縮については、加熱された粘土が入った円筒と、そうでない円筒を比較することで判断される。580.8 ℃は、ウェッジウッド温度では0 °Wとなり、72.2 ℃刻みに240個の目盛りが存在している。単位の起源並びにその目盛りは、後に両方とも不正確であったことが判明している。

## 歴史
水銀の沸点は、水銀温度計が計測できる温度を356 °C未満に限っているが、これは陶器やガラスの製造、冶金など、多くの産業に使用するには低すぎる。この問題を解決するために、イングランドの陶工であるジョサイア・ウェッジウッドは18世紀に、自分の窯の中で温度を計測する方法を開発した。彼の方法と温度目盛りは科学技術の分野で広く採用された。しかし、1830年に正確な種類の パイロメーターがジョン・フレデリック・ダニエルらによって発明されると、ウェッジウッド温度は廃れていった。

## 測定方法

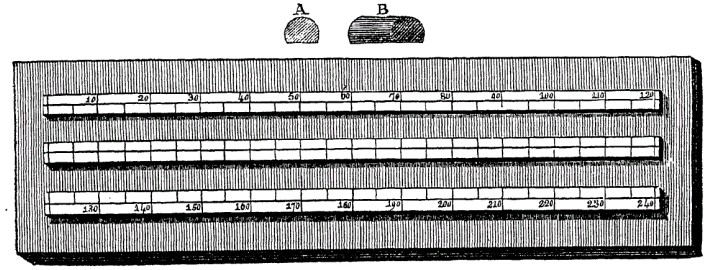
焼き鈍した粘土が入った円筒の直径をウェッジウッド温度に換算するための道具。

直径1.27センチメートルの管状にした粘土でできた円筒を水の沸点で乾かす。これは温度が測られるためのオーブンで熱するための準備である。焼き鈍している間、粘土の収縮によって、粒子状物質の焼結・結合がもたらされる。冷却した後、温度は加熱前後の筒の直径の変化によって、収縮が温度によって直線的に進行すると仮定して算出される。
温度の計算を容易にするため、ウェッジウッドは温度を直接読むための道具を開発した。道具の上に付いている目盛りが付いた2本の金属製の棒は金属板上に、一方の棒が他方の棒の上にくるように固定されていて、小さい角度の傾斜がある。棒の間の空白は、下端で0.762センチメートルで、他方の端で1.27センチメートルである。この道具は目盛りによって240等分されている。熱せられていない粘土の欠片は0 °Wの目盛りの横の1.27センチメートルの隙間に隙間なくはまる。焼き鈍した後、粘土でできた円筒は縮み、棒の左端と右端の間のどこかにぴったりとはまる。そして、棒に振ってある目盛りを使って温度を読むことができる。

## 温度目盛り
ウェッジウッド温度の原点(0°W)は赤熱が始まるときの温度である、580.8 ℃に設定されている。温度目盛りは72.2 ℃刻みに240個の目盛りが存在しており、17,914 ℃まで表現できる。ウェッジウッドは自身の温度目盛りを他の温度目盛りと、温度に応じて体積が増す銀を用いて比較しようとした。また、彼は銅（融点を27 °Wまたは2531 ℃とした)、銀（融点を28 °Wまたは2603 ℃とした）そして金（融点を32 °Wまたは2892 ℃とした）の3種類の金属の融点を推定した。しかし、これらの見積もりは全て、実際より少なくとも1388 ℃高かった。

## 改良版
ルイ＝ベルナール・ギトン・ド・モルボーは自身のパイロメーターをウェッジウッド温度を評価するために用い、原点は580.8 ℃ではなく、大幅に低い269 ℃にすべきだという結論に達した。また、1 °Wの温度幅も、72.2 ℃ではなく、ほぼ半分の34.7 ℃以下にすべきだとした。しかし、この改良版の後でさえ、ウェッジウッドの元素の融点は実際より高く予想されていたことになる。